# Kolej dojazdowa

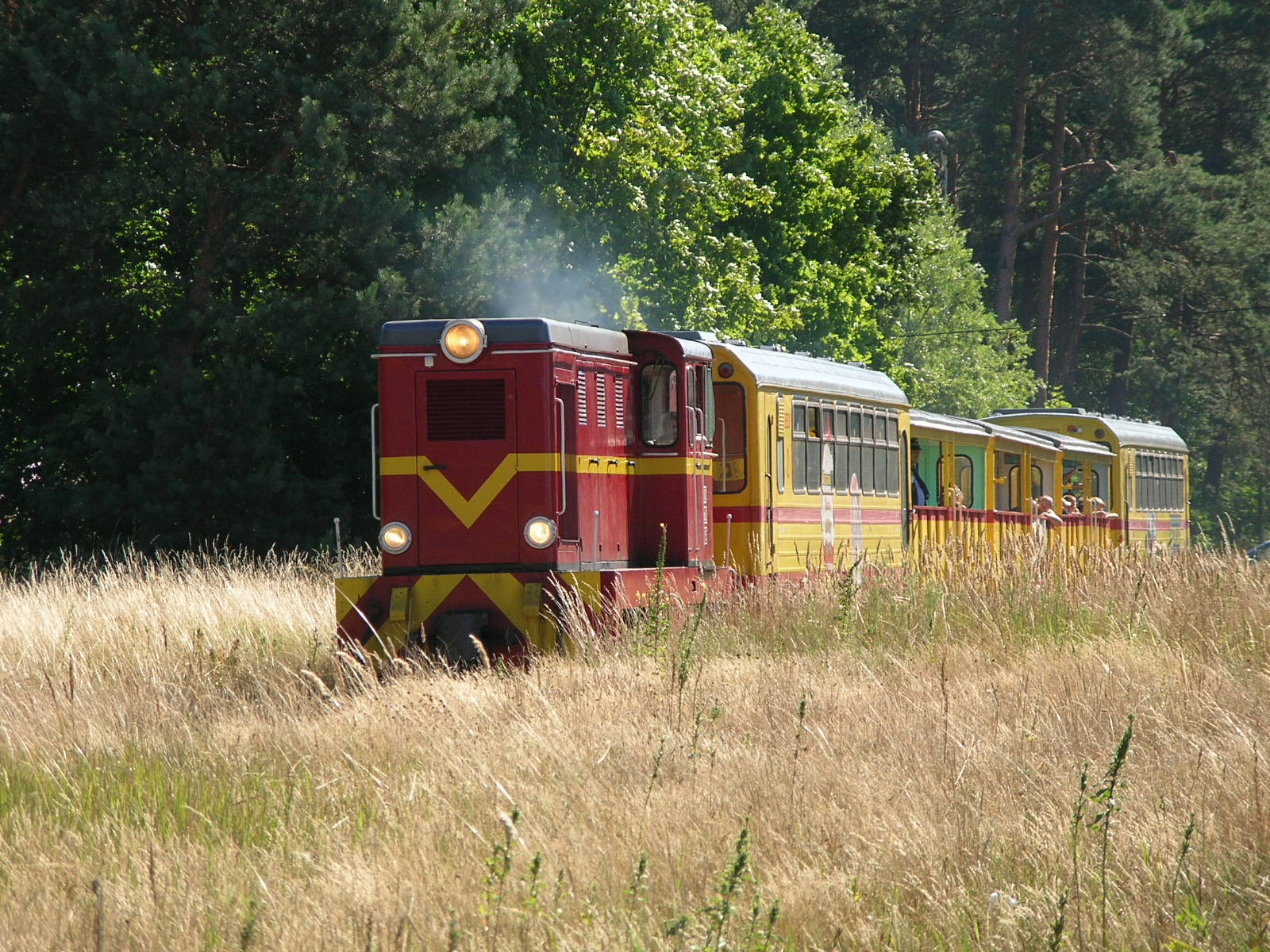
Żuławska Kolej Dojazdowa

Kolej dojazdowa – sieć kolejowa służąca do transportu przede wszystkim osób, łącząc mniejsze miejscowości z większymi miastami. Kursy w kolei dojazdowej są rzadsze niż w kolejach aglomeracyjnych, są też bardziej zorientowane na przewozy międzyregionalne niż na obsługę ruchu miejskiego. Jedną z największych na świecie kolei dojazdowych jest Long Island Rail Road łącząca ponad 100 miejscowości na Long Island z miastem Nowy Jork, która w okresie pre-pandemicznym przewoziła ponad 700 tysięcy pasażerów dziennie.

## Koleje dojazdowe w Polsce
- Białogardzka Kolej Dojazdowa
- Ełcka Kolej Dojazdowa
- Gdańska Kolej Dojazdowa
- Hrubieszowska Kolej Dojazdowa
- Kaliska Kolej Dojazdowa
- Krotoszyńska Kolej Dojazdowa
- Marecka Kolej Dojazdowa
- Mławska Kolej Dojazdowa
- Nasielska Kolej Dojazdowa
- Piaseczyńska Kolej Dojazdowa
- Piotrkowska Kolej Wąskotorowa
- Przeworska Kolej Dojazdowa
- Sochaczewska Kolej Dojazdowa
- Sompolińska Kolej Dojazdowa
- Starachowicka Kolej Dojazdowa
- Śmigielska Kolej Dojazdowa
- Świętokrzyska Kolej Dojazdowa
- Warszawska Kolej Dojazdowa
- Wieluńska Kolej Dojazdowa
- Wrocławska Kolej Dojazdowa
- Żuławska Kolej Dojazdowa